# Националистический фронт
«Националистический фронт» (нем. Nationalistische Front) — германская ультраправая организация 1985—1992 годов. Создан на базе запрещённых неонацистских группировок. Придерживался штрассеристских идеологических установок, сотрудничал с ветеранами нацистской Германии. Запрещён как антиконституционный.

## Предыстория
В январе 1982 года решением МВД ФРГ была запрещена неонацистская организация Народно-социалистическое движение Германии/Партия труда (VSBD). Незадолго до того боевики VSBD, планировавшие ограбление государственного банка, вступили в перестрелку с мюнхенской полицией; двое из них — Курт Вольфграм и Николас Уль — погибли. Несколько ранее активист VSBD Франк Шуберт застрелил двух швейцарских пограничников и покончил с собой. Ряд членов VSBD, включая лидера Фридхельма Буссе, были арестованы
Вскоре после запрета активисты VSBD, остававшиеся на свободе, учредили в Мюнхене Национальный фронт/Союз социал-революционных националистов (NF/BSN). Идеология и политическая структура в целом остались прежними, но новая организация избегала прямых конфликтов с правоохранительными органами. Главной задачей было сочтено организационное укрепление.

## Руководители и идеология
16 ноября 1985 года на собрании в Билефельде было принято решение преобразовать NF/BSN в партию Националистический фронт (NF). Инициатором и первым председателем NF стал бывший активист VSBD, деятель праворадикального студенческого движения Бернхард Паули, известный своими реваншистскими взглядами.
В начале 1986 года Паули был отстранён с председательского поста. Его сменил отставной сержант бундесвера Майнольф Шёнборн, редактор и издатель правонационалистического журнала Klartext. До того Шёнборн был функционером Национал-демократической партии (NPD), но вышел из NPD, посчитав эту партию слишком умеренной и либеральной.
Майнольф Шёнборн оставался во главе NF весь период существования организации. Заместителями Шёнборна являлись Торстен Шибблок и Экхард Шольц, казначеем — Стефан Пилерт. В руководство организации входили также представители скинхедских группировок Андреас Поль, Штеффен Хупка, Гельмут Браун.
Программа NF развивала установки VSBD и NF/BSN, основанные на идеях штрассеризма. По аналогии с «25 пунктов» она получила название «10 пунктов». Фронт позиционировался как часть «глобального социально-революционного националистического освободительного движения». Антикоммунизм соединялся с антикапитализмом, повторялось характерное для левого крыла НСДАП требование «разрушить процентное рабство». Будущее общественное устройство виделось как солидарное народное сообщество.
Центральное место в идеологии NF занимал немецкий национализм, доходящий до шовинизма и расизма. В программе и пропаганде содержались выраженные антисемитские и ксенофобские мотивы, требования защитить немецкую идентичность, остановить иммиграцию в ФРГ. Фронт позиционировался как антиимпериалистическая организация, призывал к обретению подлинного суверенитета Германии, против «внешнего управления» (советского в ГДР, американского в ФРГ), призывал к «антиимпериалистической национально-освободительной революции против иностранных правителей и их немецких прихвостней».

## Структура и деятельность
Организационная структура NF отличалась жёсткой централизацией. Руководители территориальных подразделений имели командные полномочия и замыкались на председателя Шёнборна. Наиболее активные группы действовали в Билефельде, Мюнхене, Бремене, Берлине, Детмольде, Брауншвейге. Ещё до воссоединения Германии в NF существовала «восточная зона» (наряду с «северной», «южной» и «центральной»).
Организация носила закрытый характер, кадры подбирались на основе строгой фильтрации, с полугодовом испытательным сроком. От членов требовались идеологический фанатизм и беспрекословное повиновение. Функционировала система партийной учёбы. Издавался внутренний бюллетень и многочисленные пропагандистские материалы. Наиболее интенсивная агитация велась в молодёжной среде, из которой в основном рекрутировался членский состав (предпочтение отдавалось скинхедам), печатная продукция активно распространялась среди школьников. Численность NF доходила до 800 человек, ко времени прекращения деятельности в организации состояли около 150.
Финансирование NF осуществлялось в основном из издательских доходов Шёнборна и его сопутствующего бизнеса (продажа учебных принадлежностей, значков, музыкальных дисков нацистского содержания). На свои средства Шёнборн купил дома в Билефельде и Детмольде, отданные на нужды NF.
Из скинхедов Андреаса Поля было сформировано силовое подразделение NF, получившее название Nationales Einsatzkommando (NEK). В названии содержалась демонстративная аллюзия, консультативную помощь в создании NEK оказали ветераны нацистской Германии, в том числе генерал вермахта, командир Бригады сопровождения фюрера Отто Ремер.
Главным направлением деятельности NF являлась подготовка собственных кадров. Активисты участвовали в публичных акциях — демонстрациях в защиту Рудольфа Гесса, памяти бойцов Ваффен-СС. В 1991 году NF инициировал кампанию «Хватит о Холокосте». Отмечались дни солнцестояния, характерные для неонацистской мистики. В июне 1988 года члены NF встретились во Франции с Леоном Дегрелем, который совершил обряд символической передачи меча. Поддерживались связи с родственными неонацистскими организациями других европейских стран.
NF претендовал на статус федеральной политической партии. В 1991—1992 кандидаты NF выдвигались на муниципальных выборах в Бремене, Берлине и Кельхайме. За них голосовали, соответственно, 0,03 %, 0,31 %, 1,29 % избирателей.

## Противоборство со спецслужбой
Федеральная служба защиты конституции Германии (BfV) вела агентурную разработку NF с 1983 года, ещё в период NF/BSN. Однако внедрённый агент Норберт Шнелле был убеждённым неонацистом и вёл двойную игру. Он неоднократно предупреждал соратников о готовящихся обысках. Получаемое от BfV вознаграждение — в общей сложности почти 14,5 тысяч марок — вносил в кассу организации.
Впоследствии BfV удалось завербовать и внедрить в NF реальную агентуру. Бернад Шмитт был допущен в NEK. Михель Воббе руководил службой безопасности Шёнборна.
17 декабря 1988 года 19-летний член NF Йозеф Заллер совершил в Швандорфе поджог дома, в котором проживал турецкие иммигранты. Погибли четыре человека, в том числе 11-летний мальчик. Заллер был арестован и осуждён на 14 лет тюрьмы. Причастность организации в целом к преступлению установлена не была, однако полиция и BfV усилили наблюдение за NF.

## Раскол и запрет
Весной-летом 1992 года в NF возник жёсткий конфликт между председателем Майнольфом Шёнборном и руководителем силовой группы Андреасом Полем. Причиной конфликта была возросшая самостоятельность NEK, выходившей из-под контроля Шёнборна. 8 августа 1992 Андреас Поль и его сторонники провели в Креммене свой съезд, на котором Поль был провозглашён председателем. Шёнборн подал в суд и добился аннулирования кремменского решения. После этого Поль и Хупка со своей группой вышли из NF и организовали Социал-революционный рабочий фронт.
27 ноября 1992 года Националистический фронт был запрещён распоряжением МВД ФРГ как антиконституционная организация. Основанием послужили нацистские тенденции в идеологии и программе и агрессивные публичные выступления, включающие пропаганду насилия. 22 марта 1995 года депутаты бундестага от партии Союз 90/Зелёные запросили МВД, в полной ли мере выполняется решение о запрете NF.
В июле 2012 года Майнольф Шёнборн был привлечён к ответственности полицией Нойруппина за предоставление помещения для собраний подпольной неонацистской группировки. Штеффен Хупка — активный деятель NPD и неонацистских сетевых структур.